# Öster-Jansjön
Öster-Jansjön är en sjö i Strömsunds kommun i Ångermanland och ingår i Ångermanälvens huvudavrinningsområde. Sjön har en area på 1,03 kvadratkilometer och ligger 212 meter över havet. Sjön avvattnas av vattendraget Jansjönoret.

## Delavrinningsområde
Öster-Jansjön ingår i det delavrinningsområde (708087-153088) som SMHI kallar för Utloppet av Öster-Jansjön. Medelhöjden är 229 meter över havet och ytan är 6,45 kvadratkilometer. Räknas de 10 avrinningsområdena uppströms in blir den ackumulerade arean 41,87 kvadratkilometer. Jansjönoret som avvattnar avrinningsområdet har biflödesordning 3, vilket innebär att vattnet flödar genom totalt 3 vattendrag innan det når havet efter 150 kilometer. Avrinningsområdet består mestadels av skog (55 procent) och sankmarker (16 procent). Avrinningsområdet har 0,99 kvadratkilometer vattenytor vilket ger det en sjöprocent på 15,4 procent.